# Lahinch Golf Club

De Lahinch Golf Club is een Ierse golfclub aan de westkust van County Clare, net ten noorden van Lahinch. Het golfterrein ligt aan weerszijden van de weg naar Liscannor (de R478) en omvat twee linksbanen van achttien holes, een aan elke kant van de weg. De baan tussen de zee en de weg is de Old Course of Championship Course. Aan de andere kant van de weg ligt de kortere Castle Course, zo genoemd vanwege een nabijgelegen ruïne van een kasteeltoren.
De links van Lahinch worden weleens het St. Andrews van Ierland genoemd. GolfDigest rekent ze tot de honderd beste banen van de wereld; ze staat op nr. 65 in de lijst van 2016-17. Eigen aan de baan zijn de geiten die er vrij mogen rondlopen. In het embleem van de club komt dan ook een geit voor, en in 2017 werd een bronzen beeld van een steigerende geit onthuld ter gelegenheid van het 125-jarige bestaan van de club.

## Geschiedenis
De club is in 1892 gesticht door Alexander Shaw en Richard Plummer. De baan telde oorspronkelijk negen holes aan elke kant van de weg. In 1894 werd de linksbaan aangelegd naar een ontwerp van Old Tom Morris. In 1926 werd deze Old Course heraangelegd door de bekende golfbaanarchitect Alister MacKenzie.
De aanleg van de Castle Course begon in 1963. Deze baan, ontworpen door John D. Harris, was oorspronkelijk 9 holes lang. In 1975 werd ze verlengd tot 18 holes.
De Old Course is vanaf 1999 heraangelegd door Martin Hawtree. 

## Toernooien
Op Lahinch wordt jaarlijks het South of Ireland Championship voor amateurgolfers gehouden, dat onder meer gewonnen is door Darren Clarke (1990), Paul McGinley (1991) en Graeme McDowell (2000).